# Modlibogowice
Modlibogowice – wieś w Polsce położona w województwie wielkopolskim, w powiecie konińskim, w gminie Rychwał.
W latach 1954–1959 wieś należała i była siedzibą władz gromady Modlibogowice, po jej zniesieniu w gromadzie Rychwał. W latach 1975–1998 miejscowość administracyjnie należała do województwa konińskiego.